# Evil Empire
Evil Empire ist das zweite Album der Crossover-Band Rage Against the Machine. Es wurde im April 1996 veröffentlicht, fast vier Jahre nach ihrem Debütalbum.

## Hintergrund
Der Titel ist ein Ausspruch des ehemaligen US-amerikanischen Präsidenten Ronald Reagan, der die Sowjetunion als „Reich des Bösen“ (engl. „Evil Empire“) bezeichnete.
Der allgemeine Klang des Albums weicht von dem der anderen drei Alben ab. Zwar vermischen sich auch hier Rap und Rock, jedoch stehen nicht wie beim vorherigen und den darauffolgenden Alben die Heavy-Metal-Riffs, sondern in acht der elf Tracks der Rhythmus und der Rap-Gesang Zack de la Rochas im Vordergrund. Dieser neue Stil erhielt gemischte Kritiken. Der Song Bulls on Parade wurde die erste Single, es folgten weitere vier Auskopplungen.
Evil Empire war auf Platz 1 der Billboard-Charts und der Song Tire Me gewann 1996 einen Grammy für die beste Metal-Performance.
Im dem Album beiliegenden Booklet ist ein dreiseitiges Foto enthalten, das etliche Bücher zeigt, zum Beispiel über den Guerillakrieg von Che Guevara, den Roman A Portrait of the Artist as a Young Man von Schriftsteller James Joyce, ein Buch von Jean-Paul Sartre, Play It as It Lays der Autorin Joan Didion, der Roman Tropic of Cancer von Henry Miller, das Anarchist Cookbook von William Powell, ein Buch über die Black Panther Bewegung, Hegemony and Revolution von Antonio Gramsci, The Marx-Engels Reader von Robert C. Tucker, Killing Hope: US Military and CIA Interventions Since World War II von William Blum, The Wretched of the Earth von Psychiater Frantz Fanon, The Teachings of Don Juan: A Yaqui Way of Knowledge von Ethnologe Carlos Castaneda und Race for Justice des Strafrechtlers Leonard Weinglass über den Justizfall Mumia Abu-Jamal.
Im Soundtrack zum Film Higher Learning – Die Rebellen kommen die Songs Year of tha Boomerang und Tire Me vor.

## Titelliste
1. People of the Sun – 2:30
2. Bulls on Parade – 3:51
3. Vietnow – 4:39
4. Revolver – 5:30
5. Snakecharmer – 3:55
6. Tire Me – 3:00
7. Down Rodeo – 5:20
8. Without a Face – 3:36
9. Wind Below – 5:50
10. Roll Right – 4:22
11. Year of tha Boomerang – 3:59

## Singleauskopplungen
- 1996: Bulls on Parade
- 1996: People of the Sun
- 1996: Tire Me
- 1997: Down Rodeo
- 1997: Vietnow

## Kommerzieller Erfolg

### Chartplatzierungen
| ChartsChartplatzierungen       | Höchstplatzierung | Wochen |
| ------------------------------ | ----------------- | ------ |
| Deutschland (GfK)              | 2 (21 Wo.)        | 21     |
| Österreich (Ö3)                | 2 (16 Wo.)        | 16     |
| Schweiz (IFPI)                 | 4 (13 Wo.)        | 13     |
| Vereinigte Staaten (Billboard) | 1 (74 Wo.)        | 74     |
| Vereinigtes Königreich (OCC)   | 4 (7 Wo.)         | 7      |

| ChartsJahrescharts (1996) | Platzierung |
| ------------------------- | ----------- |
| Deutschland (GfK)         | 41          |
| Österreich (Ö3)           | 31          |

### Auszeichnungen für Musikverkäufe
| Land/Region                  | Auszeichnungen für Musikverkäufe (Land/Region, Auszeichnung, Verkäufe) | Verkäufe  |
| ---------------------------- | ---------------------------------------------------------------------- | --------- |
| Australien (ARIA)            | Gold                                                                   | 35.000    |
| Belgien (BRMA)               | Gold                                                                   | 25.000    |
| Frankreich (SNEP)            | Gold                                                                   | 100.000   |
| Kanada (MC)                  | Platin                                                                 | 100.000   |
| Neuseeland (RMNZ)            | 2× Platin                                                              | 30.000    |
| Schweden (IFPI)              | Gold                                                                   | 40.000    |
| Schweiz (IFPI)               | Gold                                                                   | 25.000    |
| Spanien (Promusicae)         | Gold                                                                   | 50.000    |
| Vereinigte Staaten (RIAA)    | 3× Platin                                                              | 3.000.000 |
| Vereinigtes Königreich (BPI) | Gold                                                                   | 100.000   |
| Insgesamt                    | 7× Gold · 6× Platin ·                                                  | 3.505.000 |